# Anoplolepis macgregori
Anoplolepis macgregori é uma espécie de formiga do gênero Anoplolepis, pertencente à subfamília Formicinae.